# 第30回ジャパンカップ
第30回ジャパンカップは、2010年（平成22年）11月28日に東京競馬場で行われた競馬の競走である。ブエナビスタが1位入線したものの、他馬の進路を妨害したとして、ローズキングダムが繰り上げ優勝となった（GI競走における1位入線による降着は、2006年の第31回エリザベス女王杯でカワカミプリンセスが降着となって以来4年ぶりの出来事である）。

## レース施行前の状況
日本からは、GI競走5勝のブエナビスタを筆頭に、宝塚記念を優勝し凱旋門賞で2着に入ったナカヤマフェスタ、天皇賞（春）優勝馬ジャガーメイル、2008年の菊花賞馬オウケンブルースリ、3歳馬から東京優駿優勝馬エイシンフラッシュ、皐月賞を優勝し、凱旋門賞に出走したヴィクトワールピサ、前年の朝日杯フューチュリティステークス優勝馬ローズキングダムの計7頭のGI・JpnI馬が参戦した。
その他にも、京都大賞典を勝ち、エリザベス女王杯2着のメイショウベルーガ、オールカマーを制したシンゲン、3歳ながら天皇賞（秋）で2着したペルーサが出走した。
日本国外からは7ヶ国46頭の予備登録があり、
10頭が出走を受諾していたが、ブリーダーズカップ・ターフ優勝馬デンジャラスミッジ（）とエリザベス女王杯優勝馬のスノーフェアリー（）が万全の状態で出すことが難しいとの判断から出走を辞退し、8頭が出走した。
| 所属国、日本語馬名   | アルファベット馬名 | 主な勝ち鞍                                    |
| -------------------- | ------------------ | --------------------------------------------- |
| ダンディーノ         | DANDINO            |                                               |
| ジョシュアツリー     | JOSHUA TREE        | GIカナディアンインターナショナルステークス    |
| シリュスデゼーグル   | CIRRUS DES AIGLES  |                                               |
| マリヌス             | MARINOUS           |                                               |
| モアズウェルズ       | MORES WELLS        | GIカナディアンインターナショナルステークス2着 |
| ティモス             | TIMOS              |                                               |
| ヴォワライシ         | VOILA ICI          | GIローマ賞（2009年）                          |
| フィフティープルーフ | FIFTY PROOF        | GIノーザンダンサーターフステークス2着         |

11月14日に行われた特別登録時点では、出走可能頭数18頭に対し（この時点ではスノーフェアリーも出走予定としていた）外国馬9頭を除く11頭の特別登録があり、前述の通りスノーフェアリーは18日に出走を辞退し、25日の出走馬確定でレーティング上位5頭と獲得本賞金順の結果、ネヴァブションが非抽選馬として除外された。
勝馬投票券は11月26日より発売され、単勝オッズ1ケタ台の馬は以下の4頭であった。
1番人気はブエナビスタ。2歳～4歳春にかけて牝馬限定GIを4勝。牡馬相手のレースでは前年度の有馬記念2着、同年度の宝塚記念で2着など好走はしても勝ちきれずに終わったが、前走の天皇賞（秋）では休養明けを感じさせないパフォーマンスで待望の牡牝混合GI初制覇を達成した。今回は休養明け2戦目で陣営もこのレースを最大目標としており、前走よりも更なる期待が寄せられていた。
2番人気はナカヤマフェスタ。同年度の宝塚記念でブエナビスタを差し切って優勝。さらに海外遠征となった凱旋門賞でも2着と好走しており、ブエナビスタとの再戦が注目されていた。
3番人気はペルーサ。同年度の青葉賞優勝馬であり、3歳馬ながら挑戦した天皇賞（秋）では大きく出遅れながら上がり3ハロン最速の末脚で2着に食い込んだ。陣営は出遅れ癖を矯正するために当競走に向けてゲート入りの練習も行っていた。
4番人気はローズキングダム。前年度の朝日杯フューチュリティステークス優勝馬で、クラシックは3冠とも勝ちきれずにいたが、いずれも善戦はしており実力的には上位人気馬に見劣りしないと思われていた。
外国馬についてはジョシュアツリーの9番人気が最高と、前評判は軒並み低かった。

## 出走馬と枠順
2010年11月28日　第5回東京競馬第8日目　第10競走
天気：晴、馬場状態：良、発走時刻：15時20分
| 枠番 | 馬番 | 競走馬名（日本名）   | 性齢  | 騎手           | 調教師           | オッズ        |
| ---- | ---- | -------------------- | ----- | -------------- | ---------------- | ------------- |
| 1    | 1    | ヴォワライシ         | 牡5   | M.デムーロ     | V.カルーソ       | 67.3（12人）  |
| 1    | 2    | ヴィクトワールピサ   | 牡3   | M.ギュイヨン   | 角居勝彦         | 28.2（8人）   |
| 2    | 3    | ダンディーノ         | 牡3   | P.マルレナン   | J.ギヴン         | 131.2（18人） |
| 2    | 4    | シンゲン             | 牡7   | 藤田伸二       | 戸田博文         | 46.5（10人）  |
| 3    | 5    | モアズウェルズ       | 牡6   | S.マイヨ       | R.ギブソン       | 99.0（15人）  |
| 3    | 6    | ローズキングダム     | 牡3   | 武豊           | 橋口弘次郎       | 8.8（4人）    |
| 4    | 7    | ペルーサ             | 牡3   | 安藤勝己       | 藤沢和雄         | 8.4（3人）    |
| 4    | 8    | ジャガーメイル       | 牡6   | R.ムーア       | 堀宣行           | 20.4（7人）   |
| 5    | 9    | ティモス             | 牡5   | O.ペリエ       | T.ドゥーメン     | 120.3（17人） |
| 5    | 10   | エイシンフラッシュ   | 牡3   | 内田博幸       | 藤原英昭         | 12.3（5人）   |
| 6    | 11   | ナカヤマフェスタ     | 牡4   | 蛯名正義       | 二ノ宮敬宇       | 7.7（2人）    |
| 6    | 12   | ジョシュアツリー     | 牡3   | C.オドノヒュー | A.オブライエン   | 41.2（9人）   |
| 7    | 13   | メイショウベルーガ   | 牝5   | 池添謙一       | 池添兼雄         | 63.1（11人）  |
| 7    | 14   | オウケンブルースリ   | 牡5   | C.ルメール     | 音無秀孝         | 15.8（6人）   |
| 7    | 15   | フィフティープルーフ | セン4 | J.スタイン     | I.ブラック       | 89.5（14人）  |
| 8    | 16   | ブエナビスタ         | 牝4   | C.スミヨン     | 松田博資         | 1.9（1人）    |
| 8    | 17   | マリヌス             | 牡4   | D.ボニヤ       | F.ヘッド         | 86.6（13人）  |
| 8    | 18   | シリュスデゼーグル   | セン4 | F.ブロンデル   | C.バランドバルブ | 109.3（16人） |

## レース結果

### レース展開
スタートでペルーサが立ち遅れ後方からの競馬を余儀なくされる。ブエナビスタもスタート直後にゴチャつくような格好で後方に下がった。好スタートから押し出されるようにシンゲンがハナを奪う。2番手にヴィクトワールピサとフィフティープルーフがつけエイシンフラッシュがこれに続いた。中団やや手前にナカヤマフェスタやローズキングダムがつけ、ブエナビスタは後方の外目、ペルーサが最後方でレースを進めた。
レースは1000m通過が60秒7になり、隊列がほぼ変わらず直線に入ると、ヴィクトワールピサが抜け出すところを、馬群の外からブエナビスタが、さらに真ん中からローズキングダムが追い込んでくる。しかしブエナビスタの脚色がよく、粘るヴィクトワールピサをゴール前突き放して1位入線。一方2着争いは直線でヴィクトワールピサとブエナビスタに挟まれ、さらに前に入られブレーキをかける不利を受けながら、ローズキングダムが最後ヴィクトワールピサを交わし2位入線。ヴィクトワールピサが3着。大勢が決してから追い込んできた4枠2頭、ジャガーメイルとペルーサがそれぞれ4着、5着と日本馬が上位を独占した。結局日本馬が8着までを占め、外国馬の最高着順はシリュスデゼーグルの9着と惨敗を喫した。
1位入線のブエナビスタ鞍上のスミヨンはウイニングランを行ない、ムチを観客席に投げ入れるなどのパフォーマンスを行なった。

### 審議状況
しかし、レース終了後3件の審議が行われた。そのうちの一つが直線で2位入線のローズキングダムの進路が狭くなったことについてのもので、24分にも及ぶ審議の結果「第1位に入線した16番ブエナビスタ号は最後の直線コースで急に内側に斜行し、6番ローズキングダム号の走行を妨害した」として同馬を2着に降着。2位入線のローズキングダムを繰り上がり1着とした。
なお、残る2件の審議のうち、ブエナビスタがスタート後に躓いたことについては、これは自らが躓いたものであったため、他馬への影響が全くなかったことからすぐに審議対象から外されたが、フィフティープルーフ・マリヌス・シリュスデゼーグルがヴィクトワールピサと直線で接触した件については、走行妨害は認められなかったものの、ギュイヨンには過怠金1万円、また最後の直線コースで十分な間隔がないにも関わらず先行馬を内側から追い抜こうとしたシリュスデゼーグル騎乗の騎手フランク・ブロンデルには、過怠金10万円がそれぞれ課せられた。また、ブエナビスタに騎乗したスミヨンは開催日4日間の騎乗停止となり、騎乗予定であった香港国際競走での騎乗も不可能となった。
ブエナビスタは前年度の秋華賞でも2位入線から3着に降着しており、GI優勝馬が2度の降着処分を受けたのは初めてのことだった。

### レース着順
| 着順 | 枠番 | 馬番 | 競走馬名             | タイム   | 着差    | 上り3ハロン |
| ---- | ---- | ---- | -------------------- | -------- | ------- | ----------- |
| 1    | 3    | 6    | ローズキングダム     | 2.25.2   | 1 3/4   | 34.2        |
| 2    | 8    | 16   | ブエナビスタ         | (2.24.9) | 1位降着 | 33.5        |
| 3    | 1    | 2    | ヴィクトワールピサ   | 2.25.2   | ハナ    | 34.4        |
| 4    | 4    | 8    | ジャガーメイル       | 2.25.3   | 3/4     | 33.7        |
| 5    | 4    | 7    | ペルーサ             | 2.25.3   | クビ    | 33.5        |
| 6    | 7    | 13   | メイショウベルーガ   | 2.25.4   | 1/2     | 34.2        |
| 7    | 7    | 14   | オウケンブルースリ   | 2.25.4   | ハナ    | 33.8        |
| 8    | 5    | 10   | エイシンフラッシュ   | 2.25.6   | 1 1/4   | 34.8        |
| 9    | 8    | 18   | シリュスデゼーグル   | 2.25.6   | ハナ    | 34.1        |
| 10   | 6    | 12   | ジョシュアツリー     | 2.25.7   | 1/2     | 34.4        |
| 11   | 2    | 3    | ダンディーノ         | 2.25.8   | 3/4     | 34.3        |
| 12   | 2    | 4    | シンゲン             | 2.25.8   | アタマ  | 35.3        |
| 13   | 3    | 5    | モアズウェルズ       | 2.26.0   | 1 1/2   | 34.7        |
| 14   | 6    | 11   | ナカヤマフェスタ     | 2.26.1   | クビ    | 35.2        |
| 15   | 5    | 9    | ティモス             | 2.26.3   | 1 1/2   | 34.9        |
| 16   | 1    | 1    | ヴォワライシ         | 2.26.5   | 1       | 35.5        |
| 17   | 8    | 17   | マリヌス             | 2.27.6   | 7       | 36.5        |
| 18   | 7    | 15   | フィフティープルーフ | 2.29.3   | 大差    | 38.4        |

#### データ
| 1000m通過タイム     | 60.7秒（シンゲン）               |
| 上がり4ハロン       | 46.6秒                           |
| 上がり3ハロン       | 34.4秒                           |
| 優勝馬上がり3ハロン | 34.2秒                           |
| 最速上がり3ハロン   | 33.5秒（ペルーサ・ブエナビスタ） |

### 払戻
| 単勝   | 6      | 880円    |
| 複勝   | 6      | 200円    |
| 複勝   | 16     | 110円    |
| 複勝   | 2      | 530円    |
| 枠連   | 3-8    | 690円    |
| 馬連   | 6-16   | 710円    |
| 馬単   | 6-16   | 1,880円  |
| 3連複  | 2-6-16 | 4,940円  |
| 3連単  | 6-16-2 | 25,110円 |
| ワイド | 6-16   | 300円    |
| ワイド | 2-6    | 2,320円  |
| ワイド | 2-16   | 900円    |

### 入場者数・レース売り上げ
- 入場人員　106,322人[3]
- 売上金　　9,241,004,700円

レース結果と配当金、データについてはJRA公式サイト内過去GI成績 第30回ジャパンカップ（GI） - 2010年12月11日閲覧 による。
入場人員と売上金の出典はJRA公式サイト『データファイル』内「レース成績データ」の「年度別全成績 2010年 東京第5回第8日（PDFファイル）」による。

## テレビ・ラジオ中継
本レースのテレビ・ラジオ放送の実況担当者
- ラジオNIKKEI
  - 実況：舩山陽司
- フジテレビ
  - 実況：塩原恒夫
  - 解説：岡部幸雄
  - パドック実況：吉田伸男
  - 東京競馬場リポート：吉原功兼（関西テレビアナウンサー）

## エピソード
当日は日本のGI競走としては初となる3D映像の競馬中継が行われた。
またジャパンカップ開催週の東京競馬の一般競走（障害競走を含む）全てのレースは、ジャパンカップ30回を記念して歴代優勝馬の名を冠し「○○○賞」の副称が付けられた。レース名の選考はジャパンカップ当日の最終レースであるJRAプレミアムレース「東京ウェルカムプレミアム」への得票順で決定され、1位になりレース名に選ばれたエルコンドルパサー以下のランキング15位までの馬名が選ばれた。なお命名の順番はランキング下位の馬名から付けられた。
施行されたレース名は次の通り。
- 11月27日（第5回東京競馬7日目）
  - 1R - シングスピール賞
  - 2R - アルカセット賞
  - 3R - ゼンノロブロイ賞
  - 4R - スクリーンヒーロー賞
  - 5R - アドマイヤムーン賞
  - 6R - レガシーワールド賞
  - 7R - ジャングルポケット賞
  - 8R - テイエムオペラオー賞
- 11月28日（第5回東京競馬最終日）
  - 1R - カツラギエース賞
  - 2R - タップダンスシチー賞
  - 3R - ホーリックス賞
  - 4R - スペシャルウィーク賞
  - 5R - シンボリルドルフ賞
  - 6R - トウカイテイオー賞

展示馬として三冠馬シンボリルドルフが展示された。当時29歳。ルドルフは前年の冬に北海道から千葉のシンボリ牧場に移動していた。当初は反対だったオーナーの和田孝弘もオグリキャップの展示ビデオを見て「ファンがこんなに喜んでくれるなら」とルドルフを展示馬として出す事を承諾。ルドルフの産まれた年に第1回ジャパンカップが行なわれている。ルドルフが東京競馬場を訪れたのは実に25年ぶり、自身が勝ったジャパンカップ以来であった。さらにルドルフの勝ったジャパンカップの連勝複式は3−8であったが、この日のジャパンカップも同じく連勝複式改め枠連3−8で決着している。